# Cohors II Breucorum
Die Cohors II Breucorum [peditata] [Gordiana] (deutsch 2. Kohorte der Breuker [der Fußsoldaten] [die Gordianische]) war eine römische Auxiliareinheit. Sie ist durch ein Militärdiplom und durch Inschriften belegt.

## Namensbestandteile
- Cohors: Die Kohorte war eine Infanterieeinheit der Auxiliartruppen in der römischen Armee.

- II: Die römische Zahl steht für die Ordnungszahl die zweite (lateinisch secunda). Daher wird der Name dieser Militäreinheit als Cohors secunda .. ausgesprochen.

- Breucorum: der Breuker. Die Soldaten der Kohorte wurden bei Aufstellung der Einheit aus dem Volk der Breuker auf dem Gebiet der römischen Provinz Pannonia rekrutiert.

- peditata: der Fußsoldaten. Der Zusatz kommt in einer Inschrift[1] vor.

- Gordiana: die Gordianische. Eine Ehrenbezeichnung, die sich auf Gordian III. (238–244) bezieht. Der Zusatz kommt in einer Inschrift[2] vor.

Da es keine Hinweise auf die Namenszusätze milliaria (1000 Mann) und equitata (teilberitten) gibt und da darüber hinaus der Zusatz peditata in einer Inschrift explizit verwendet wird, ist davon auszugehen, dass es sich um eine reine Infanterie-Kohorte, eine Cohors quingenaria peditata, handelt. Die Sollstärke der Einheit lag bei 480 Mann, bestehend aus 6 Centurien mit jeweils 80 Mann.

## Geschichte
Die Kohorte war in der Provinz Mauretania Caesariensis stationiert. Sie ist auf einem Militärdiplom für das Jahr 107 n. Chr. aufgeführt.
Möglicherweise hielt sich die Kohorte 69 n. Chr. in Norditalien auf. Der erste Nachweis der Einheit in Mauretania Caesariensis beruht auf einem Diplom, das auf 107 datiert ist. In dem Diplom wird die Kohorte als Teil der Truppen (siehe Römische Streitkräfte in Mauretania) aufgeführt, die in der Provinz stationiert waren.
Der letzte Nachweis der Einheit beruht einer Inschrift, die auf 243 datiert ist.

## Standorte
Standorte der Kohorte in Mauretania Caesariensis waren möglicherweise:
- Henchir Suik: drei Inschriften[6] wurden hier gefunden.

## Angehörige der Kohorte
Folgende Angehörige der Kohorte sind bekannt.

### Kommandeure
| - Aelius Servandus, ein Decurio und Praepositus (CIL 8, 21560) - Lucius Alfius Restitutus, ein Präfekt | - Lucius Titius Mansuetus, ein Präfekt - Titus Statius Praetuttianus, ein Präfekt |

### Sonstige
| - [?], ein Soldat (CIL 13, 12538,2) - Aemilius Suavis, ein Signifer (CIL 8, 21561) | - L(ucius) Terentius Secun[dus] (CIL 8, 9391) - Ulp(ius) Optatus, ein Soldat (CIL 8, 21562) |